# Осенний альманах
«Осенний альманах» (венг. Öszi almanach) — венгерский художественный фильм 1984 года, снятый режиссёром Белой Тарром.

## Сюжет
В мрачной, вызывающей клаустрофобию квартире, принадлежащей богатой пожилой женщине со слабым здоровьем по имени Хеди, обитатели отчаянно пытаются наладить отношения друг с другом, пока живут своей мрачной жизнью, раскрывая свои самые тёмные секреты, страхи, навязчивые идеи и враждебность. Среди них, кроме Хеди, её сын Миклош, её сиделка Анна, вечно всем недовольный любовник Анны и новый жилец — стареющий учитель.

## В ролях
- Хеди Темешши[англ.] — Хеди
- Миклош Б. Секей — Миклош
- Эрика Боднар — Анна
- Паль Хетеньи — Тибор
- Янош Держи — Янош

## Критика
«Осенний альманах» получил в основном положительные отзывы критиков, чаще всего за свою визуальную составляющую. Rotten Tomatoes сообщает о 100 % одобрения на основе рецензий шести критиков со средней оценкой 8,1/10. Джонатан Розенбаум из Chicago Reader похвалил фильм за «тщательно поставленную мизансцену» и «крайне неортодоксальные ракурсы». Российский кинокритик Владимир Лукин (Colta) отметил: «Герметично упаковывая героев за стенами полуразрушенного дома, Бела Тарр намеренно ослабляет связи с реалиями времени».
«Осенний альманах» стал решающим моментом в фильмографии Тарра, когда он отказался от документального реализма своих ранних работ и принял формальный кинематографический стиль .